# Bima-Sumba
Bima-sumba är  en grupp av austronesiska språk som av vissa antas vara en äkta undergrupp, det vill säga en grupp där de ingående språken är genealogiskt närmare besläktade med varandra än med något annat språk.

## Historik
Redan år 1896 skrev J C G Jonker att bima, 'sumbanesiska', hawu och förmodligen också manggarai på västra Flores var nära besläktade med varandra, och 1914 kallade han denna grupp 'bima-sumba-gruppen'. Bima-sumba är en av 17 språkgrupper som de austronesiska språken delades in i av S J Esser för den språkkarta som publicerades år 1938 i den inflytelserika Atlas van tropisch Nederland. Gruppen omfattade bima på Sumbawa, manggarai och ngad'a-lio på Flores, östsumbanesiska och västsumbanesiska på Sumba och hawu på Sabu, det vill säga samma språk som Jonker antog ingå i gruppen, även om Jonker inte nämner ngad'a-lio. Denna grupp kallas här för "den traditionella bima-sumbagruppen."
Varken Jonker eller Esser gav några argument för att bima-sumba skulle utgöra en äkta undergrupp av austronesiska språk. Robert Blust publicerade år 2008 en undersökning om hållbarheten hos denna undergrupp och fann att det fanns starka bevis för att språken på Sumba och hawu bildar en äkta undergrupp, svagare bevis för att språken på västra och centrala Flores tillhör denna undergrupp, men att bima troligen inte tillhör gruppen om man inte också inkluderar andra språk. Om Blust med "andra språk" bara menar språken på östra Flores, så innebär detta bara en mindre modifikation av den traditionella bima-sumbagruppen genom att sika, lamaholotspråken och kedang som talas på östra Flores och öarna strax öster därom inkluderas. Denna revision av bima-sumbagruppen blir också nödvändig om man accepterar Fernandez' slutsats att språken på Flores utgör en äkta undergrupp.
Ett antal klassifikationer av språken som ingår i den reviderade Bima-sumbagruppen har publicerats efter Blusts artikel. I den 17:e utgåvan av Ethnologue förs språken till två olika grupper. I den ena gruppen ingår bima och alla språken på Flores ("bima-lembata") och i den andra språken på Sumba, Sabu och Ndao ("sumba-hawu"). Två klassifikationer använder sig av bayesisk fylogenetisk analys baserat på materialet i "Austronesian Basic Vocabulary Database" (ABVD). Båda klassifikationerna kommer fram till att den reviderade bima-sumbagruppen är en äkta undergrupp och att bima, hawu och språken på Sumba är närmare besläktade med varandra än med övriga språk. Grey et al. kommer fram till att undergruppen har tre primära grenar: bima-savu-sumba, västra (och centrala) Flores och östra Flores ("flores-lembata"), medan Gasser anser att alla språken på Flores bildar en primär gren. I Glottolog 2.2. indelas språken i tre grupper: bima, flores-lembata (språken på östra Flores och de mindre öarna närmast öster därom) och flores-sumba-hawu (språken på västra och centrala Flores, Sumba, Sabu och Ndao).
Det har alltså inte visats att bima-sumbagruppen är en äkta undergrupp av de austronesiska språken, speciellt bimas ställning är osäker.

## Gruppering av språken inom Bima-Sumba-gruppen
En geografisk gruppering av språken inom bima-sumba-gruppen som med två  nedan angivna undantag som återfinns i Ethnologue (grupperingarna motsvarar också den genealogiska uppdelningen av språken enligt de källor som används nedan):
1. Sumbawa: bima.[11]
2. Västra Flores: komodo, manggarai, riung, rajong, rembong, kepo', wae rana.[12]
3. Centrala Flores: rongga, so'a, ngad'a, östlig ngad'a, nage, keo, ende, li'o, palu'e.[13]
4. Östra Flores (inkl. öar strax öster därom): sika, kedang, lamaholotspråk (adonara, alor,[14]  ile ape, lamaholot, lamalera, lamatuka, syd-lembata, väst-lembata, levuka, lewo eleng, lewotobi).
5. Östra och centrala Sumba: kambera, mamboru, anakalang, wanukaka, ponduk, baliledu.[15]
6. Västra Sumba: wewewa[16][17] lamboya.
7. Västligaste Sumba: kodi.[18]
8. Sabu och Ndao: hawu, dhao.[19]

## Några typologiska karakteristika
Följande språk refererats till här: bima, komodo, manggarai, rongga, ngad'a,, kéo, palu'e, sika, lamaholot, kedang, kambera, hawu, dhao. 
Fonologi: De flesta språken har sex vokaler, /i, u, e, o, ə, a/, bima och palu'e har 5 (saknar /ə/), kambera har 8 eftersom i och u kan vara både korta och långa (ett kort a motsvarar /ə/) och kedang har 12 eftersom varje modal vokal kan kontrastera med en motsvarande läckande vokal i början av ord. Antalet ursprungliga konsonanter varierar mellan 16 (sika, lamaholot, kedang) och 29 (komodo). Implosiva konsonanter förekommer i bima (/ɓ/, /ɗ/), på centrala Flores (rongga (/ɓ/, /ɗ/, /ɠ/), ngad'a (/ɓ/, /ɗ/), palu'e (/ɓ/)), på Sumba (/ɓ/, /ɗ/ och ibland /ɗʒ/), i Hawu (/ɓ/, /ɗ/, /ʄ/, /ɠ/) och i dhao (/ɓ/, /ɗ/, /ʄ/, /ɠ/). Motsvarande fonem i keo är preglottaliserade (/ʔb/, /ʔd/). Prenasaliserade konsonanter förekommer i bima, komodo, manggarai, rongga, kéo, palu'e, kambera, mamboru, kodi och i de flesta dialekter av wewewa, men saknas i ngad'a, hawu, dhao, anakalang, wanukaka, ponduk, baliledu, lamboya och i lolina-dialekten av wewewa. Alla språk verkar ha bara öppna icke-finala stavelser. Även de finala stavelserna är öppna i bima, rongga, ngad'a, kéo, hawu och dhao. De sumbanesiska språken har delvis bevarat ursprungliga finala konsonanter och kan fonemiskt sägas vara slutna, men fonetiskt följer alltid en s.k. paragogisk vokal efter den finala konsonanten vilket innebär att den sista stavelsen är fonetiskt öppen. I övriga språk kan ett begränsat antal konsonanter förekomma finalt i ett ord, i komodo /ʔ, h, ŋ/ och möjligen /s, r, l/, i manggarai /m, n, ŋ, r, l, s/ och i kedang /ʔ, n, ŋ, l, r/. 
Språken i gruppen är generellt fattiga på avledningar och manggarai, rongga, ngad'a och kéo sägs helt sakna sådana. Rongga, ngad'a och kéo är de mest isolerande språken och saknar även affix och klitika, medan manggarai har sådana. Bima har bara tre prefix, ka- som bland annat bildar kausativer från intransitiva verb, avleder verb från substantiv och bildar verb från ideofoner, ma- som avleder vad Jonker kallar "particip" och sa-. Prefixet pa- (pe- i hawu) bildar kausativa och reciproka verb i kambera och hawu och avleder även verb från substantiv i kambera. Kambera har dessutom circumfixet ka-k som bildar verb från ideofoner. Suffixet -ŋ bildar applikativer och avleder verb från substantiv. Kambera är å andra sidan rik på enklitika.
Demonstrativa pronomen finns för två avståndsgrader (rongga, ngad'a), tre (bima, manggarai, kéo, dhao), tre till fem (hawu), och fyra (kambera).
En del språk på Flores, till exempel ngad'a och kéo, har ett system med riktningstermer som måste användas när man anger någots position. Det finns termer för "upp", "ner", "mot havet", "mot inlandet/bergen" och två riktningar på en horisontal axel, som ungefär motsvarar "höger" och "vänster", men beror på hur man står. Ett särskilt komplicerat system finns i kedang.
Räkneord: Basen är 10, men vissa räkneord i en del språk tyder på att tidigare en annan bas kan ha använts. Sådana ord är: lima əsa (ngad'a och rongga) 'fem ett' = 'sex', lima ɹua (rongga), lima zua/rua (ngad'a) 'fem två' = 'sju' och ɹua mbutu (rongga), rua butu (ngad'a) 'två fyra?' = 'åtta', butu rai (kedang) 'fyra två?' = 'åtta', podo pata (lamboya), panda poto (kodi), pondo/panda pata (wewewa) 'göra två fyra?' = 'åtta'. Även ordet för nio är en innovation i vissa språk: tara əsa (rongga), tarəsa/tarasa (ngad'a), kaɓani ɗiha (lamboya), ɓanda iha (kodi) 'tio minus ett?', leme ɦapaʔ (kedang) 'fem fyra' (detta uttryckssätt överensstämmer med det i vissa språk på Timor). Kéo har två räknesystem, ett baserat på basen fyra och ett som är i stort sett identiskt med det i ngad'a och har inslag av baserna fyra, fem och tio.
Numeriska klassifikatorer: Alla språk för vilka det finns information verkar ha sådana, men antalet skiljer sig starkt mellan språken. Manggarai har tre som inte är obligatoriska, kambera har fem obligatoriska medan hawu, dhao,  rongga, ngad'a och bima har betydligt fler (ca 14 - över 20).
Satsers argument indikeras ibland med person och numerus genom pronominella affix på verbet, dock inte i rongga, ngad'a och kéo. I kedang böjs 19 verb genom pronominella prefix efter subjektet och i dhao böjs bara vokal-initiala verb efter subjektet. I ett fall (verbet för 'gå') böjs verbet med suffix. I sika böjs alla verb efter subjektet med pronominella prefix. I kambera indikeras subjektet oftast med ett prefix och det direkta eller indirekta objektet med ett suffix. I manggarai indikeras objektet med enklitika som kan vara skilda från verbet av andra ord. Hawu skiljer sig från övriga språk genom att vissa verb böjs efter objektet genom vokalförändringar. En egendomlighet är att pluralformen, som också används för generiska och mass-objekt, är grundformen och singularformen den avledda.
Enligt en åsikt finns det fyra diatesformer i bima, aktiv, passiv, medium och antipassiv. Att diates, huvudsakligen baserat på ordföljd, förekommer i språk på Flores har argumenterats för manggarai, för lio, sika och lamaholot, som till skillnad från passiv i bima och manggarai, sägs ha "objectsdiates", och palu'e.
Hawu är morfologiskt ergativt medan de andra språken verkar vara väsentligen ackusativa.
Den vanligaste ordföljden i satsen är normalt AVO, men i hawu kommer verbet vanligen först. I kambera är den grundläggande ordföljden i intransitiva satser VS. Ordföljden mellan ägaren och det ägda är intressant eftersom det var en anledning till att inte inkludera språken på östra Flores i den traditionella bima-sumba-gruppen. I dessa språk står ägaren före det ägda, medan ordningen är den motsatta i övriga bima-sumba-språk.